# Helmut Ziegler
Helmut Ziegler (* 12. November 1913 in Maikammer; † 4. Oktober 1971 in Neustadt an der Weinstraße) war ein deutscher Arzt und Politiker (SPD).

## Leben
Ziegler besuchte 1925–1930 die Oberrealschule in Neustadt an der Haardt, 1930–1931 das Institut Siegmund in Mannheim und 1931–1935 die Oberrealschule in Schwetzingen. Nach dem Abitur studierte er in Heidelberg und Freiburg im Breisgau Medizin. Er wurde Mitglied des Corps Rhenania. 1935 wurde er vom Sondergericht Frankenthal wegen Vergehens gegen das Heimtückegesetz zu vier Monaten Gefängnis verurteilt. Davon verbüßte er einen Monat im Bezirksgefängnis Freiburg, bevor der Rest durch Amnestie erlassen wurde. 1933–1935 war er Mitglied der SA. 1935 wurde er aus der SA wegen »Beleidigung des Führers« ausgeschlossen. Die Beschwerde Zieglers gegen diesen Beschluss führte zu keiner Wiederaufnahme.
1938 wurde gegen Ziegler ein Dienststrafverfahren durch den NS-Studentenbund, Gau Baden, Studentenführung Universität Freiburg betrieben. Mit Beschluss des Rechts- und Gerichtsamts der Reichsstudentenführung wurde dem Antrag auf dauernden Ausschluss Zieglers vom Studium an allen deutschen Hochschulen stattgegeben. Auch dagegen reichte Ziegler eine Beschwerde ein. 1939 erfolgte ein neuer Beschluss auf Entfernung Zieglers von der Hochschule. Nach erneuter Beschwerde wurde das Verfahren am 16. Dezember 1939 aufgrund des Gnadenerlasses des Reichsministers für Wissenschaft eingestellt.
Ab dem 9. September 1939 leistete er Kriegsdienst und schied als Feldwebel 1945 aus dem Heer aus. 1945 wurde er Arzt in Innsbruck und dann bis zu seiner Entlassung am 5. Mai 1945 Unterarzt am Krankenhaus Edenkoben. Später lebte er als selbstständiger Weinbauer und Weinhändler in Maikammer.
Nach dem Krieg trat er der SPD bei. Für die SPD war er 1946/47 Mitglied der Beratenden Landesversammlung.
Am 19. September 1946 wurde ein Antrag von Ziegler auf Anerkennung durch die Betreuungsstelle »Opfer des Faschismus« für die Landkreise Landau und Bergzabern abgelehnt. Am 17. Juni 1947 erhielt er eine Bescheinigung von dort, sich antifaschistisch betätigt zu haben.